# Harnaska Turnia
Harnaska Turnia – turnia o wysokości 2433 m n.p.m. znajdująca się w grani głównej słowackich Tatr Wysokich. Leży ona w północnym ramieniu Małego Lodowego Szczytu, które opada w kierunku Lodowej Przełęczy i stanowi najwybitniejszy obiekt na tym odcinku grani głównej. Od Małego Lodowego Szczytu oddzielona jest kilkoma obiektami o drugorzędnym znaczeniu, a od Lodowej Kopy oddziela ją Lodowa Przełęcz.
Dokładny przebieg grani jest następujący:
- Mały Lodowy Szczyt,
- Harnaski Karbik,
- Harnaski Zwornik,
- Harnaskie Wrótka,
- Harnaski Kopiniak,
- Harnaska Ławka,
- Harnaska Turnia,
- Wyżnia Harnaska Szczerbina,
- Harnaskie Zęby,
- Niżnia Harnaska Szczerbina,
- Harnaskie Czuby,
- Lodowa Przełęcz.

Na wierzchołek Harnaskiej Turni nie prowadzą żadne znakowane szlaki turystyczne, dla taterników najłatwiejszym sposobem wejścia na jej szczyt jest przejście granią od sąsiadującej Harnaskiej Ławki, która najdogodniej dostępna jest od strony Doliny Jaworowej.
Nazwa Harnaskiej Turni, podobnie jak innych sąsiadujących obiektów, wywodzi się od słowa harnaś, które funkcjonuje w gwarze podhalańskiej i określa się nim dawnego przywódcę bandy zbójników.

## Historia
Pierwsze wejścia turystyczne:
- Alfred Martin, 3 czerwca 1905 r. – letnie
- Wanda Czarnocka i Adam Karpiński, 25 grudnia 1924 r. – zimowe.